# Ермин Сератлич
Ермин Сератлич (чорн. Ермин Сератлић / Ermin Seratlić, нар. 21 серпня 1990, Подгориця) — чорногорський футболіст, півзахисник клубу «Морнар» та молодіжної збірної Чорногорії.
Виступав також за клуб «Младост».

## Клубна кар'єра
У дорослому футболі дебютував 2007 року виступами за команду «Младост», у якій провів чотири сезони. 
Згодом з 2011 по 2020 рік грав у складі команд «Ягеллонія», «Младост», «Дечич», «Радник» (Бієліна), «Будучност», «Подгориця» та «Рудар» (Плєвля).
До складу клубу «Морнар» приєднався 2020 року. Станом на 13 червня 2025 року відіграв за клуб з Бара 125 матчів у національному чемпіонаті.

## Виступи за збірні
У 2008 році дебютував у складі юнацької збірної Чорногорії (U-19), загалом на юнацькому рівні взяв участь у 3 іграх.
Протягом 2011–2012 років залучався до складу молодіжної збірної Чорногорії. На молодіжному рівні зіграв в 11 офіційних матчах, забив 2 голи.